# الحومرة (الشغادرة)

تعديل مصدري - تعديل

الحومرة هي إحدى قرى عزلة قلعة حميد بمديرية الشغادرة التابعة لمحافظة حجة، بلغ تعداد سكانها 494 نسمة حسب تعداد اليمن لعام 2004.